# Ademon urinator
Ademon urinator är en stekelart som först beskrevs av De Stefani 1902.  Ademon urinator ingår i släktet Ademon och familjen bracksteklar. Inga underarter finns listade i Catalogue of Life.